# 쇼상 수학 부문 수상자 목록
다음은 쇼상 수학 부문 수상자 목록이다.
| 연도 | 수상자                    | 국적             | 업적 |
| 2004 | 천싱선                    | 미국, 중국       | 글로벌 미분 기하학의 시작과 개척을 한 공로 |
| 2005 | 앤드루 와일스             | 영국             | 페르마의 마지막 정리를 증명한 공로 |
| 2006 | 데이비드 멈퍼드           | 미국             | 패턴 이론 및 비전 연구에 대한 공헌 |
| 2006 | 우원쥔                    | 중국             | 수학 기계화에 대한 공헌 |
| 2007 | 로버트 랭글랜즈           | 미국             | 소수를 대칭으로 연결하는 프로그램인 랭글랜즈 프로그램을 개발한 공로 |
| 2007 | 리처드 로런스 테일러      | 영국             | 소수를 대칭으로 연결하는 프로그램인 랭글랜즈 프로그램을 개발한 공로 |
| 2008 | 블라디미르 아르놀트       | 러시아           | 수학 물리학에 대한 공헌 |
| 2008 | 류드비크 파데예프         | 러시아           | 수학 물리학에 대한 공헌 |
| 2009 | 사이먼 도널드슨           | 영국             | 3차원 및 4차원 기하학에 기여한 공로 |
| 2009 | 클리포드 타우베스         | 미국             | 3차원 및 4차원 기하학에 기여한 공로 |
| 2010 | 장 부르갱                 | 벨기에           | 수학적 분석 및 편미분 방정식에서 이론적인 컴퓨터 과학에 이르는 분야에 적용 |
| 2011 | 디미트리오스 크리스토둘루 | 그리스, 스위스   | 로렌츠 및 리만 기하학의 비선형 편미분 방정식에 대한 매우 혁신적인 연구와 일반 상대성 이론 및 위상수학에 대한 응용                                                                       |
| 2011 | 리처드 S. 해밀턴          | 미국             | 로렌츠 및 리만 기하학의 비선형 편미분 방정식에 대한 매우 혁신적인 연구와 일반 상대성 이론 및 위상수학에 대한 응용                                                                       |
| 2012 | 막심 콘체비치             | 러시아, 프랑스   | 대수학, 기하학 및 수리 물리학, 특히 변형 양자화, 동기 적분 및 거울 대칭 분야에서 선구적인 업적                                                                                          |
| 2013 | 데이비드 도노호           | 미국             | 현대 수학적 통계에 대한 지대한 공헌, 특히 잡음이 있는 상황에서 통계적 추정을 위한 최적 알고리즘의 개발과 대규모 데이터 세트에서 희소 표현 및 복구를 위한 효율적인 기술 개발에 대한 공헌 |
| 2014 | 조지 러스티그             | 루마니아, 미국   | 대수학, 대수 기하학 및 표현 이론에 대한 그의 근본적인 공헌과 오래된 문제를 해결하고 아름다운 새로운 연결을 밝히기 위해 이러한 주제를 함께 엮어낸 공로                                   |
| 2015 | 게르트 팔팅스             | 독일             | 정수론의 기본 수단을 소개하고 개발한 공로 |
| 2015 | 헨리크 이와니에츠         | 폴란드, 미국     | 정수론의 기본 수단을 소개하고 개발한 공로 |
| 2016 | 나이절 히친               | 영국             | 기하학, 표현 이론 및 이론 물리학에 대한 광범위한 기여 |
| 2017 | 야노스 콜라르             | 헝가리, 미국     | 대수 기하학의 많은 중심 영역에서 놀라운 결과를 증명 |
| 2017 | 클래르 부아쟁             | 프랑스           | 대수 기하학의 많은 중심 영역에서 놀라운 결과를 증명 |
| 2018 | 루이스 카파렐리           | 아르헨티나, 미국 | 몽주-암페어 방정식과 같은 비선형 방정식의 규칙성 이론과 장애물 문제와 같은 자유 경계 문제를 포함하여 편미분 방정식에 대한 획기적인 연구로 이 분야의 모든 연구자에게 영향을 준 공로      |
| 2019 | 미셸 탈라그랑             | 프랑스           | 농도 부등식, 확률론적 과정의 우월성 및 스핀 유리에 대한 엄격한 결과에 대한 연구 |
| 2020 | 알렉산드르 베일린손       | 러시아, 미국     | 수학의 다른 많은 영역뿐만 아니라 표현 이론에 대한 막대한 영향과 깊이 있는 영향을 준 공로                                                                                                |
| 2020 | 데이비드 카즈단           | 미국, 이스라엘   | 수학의 다른 많은 영역뿐만 아니라 표현 이론에 대한 막대한 영향과 깊이 있는 영향을 준 공로                                                                                                |
| 2021 | 장 미셸 비스무트          | 프랑스           | 현대 기하학을 변화시켰고, 계속해서 변화시키고 있는 놀라운 통찰력을 보여준 공로 |
| 2021 | 제프 치거                 | 미국             | 현대 기하학을 변화시켰고, 계속해서 변화시키고 있는 놀라운 통찰력을 보여준 공로 |
| 2022 | 노가 알론                 | 이스라엘, 미국   | 대수 기하학, 토폴로지 및 컴퓨터 과학과의 상호 작용을 통해 이산 수학 및 모델 이론에 대한 공헌                                                                                            |
| 2022 | 에후드 흐루쇼브스키       | 영국             | 대수 기하학, 토폴로지 및 컴퓨터 과학과의 상호 작용을 통해 이산 수학 및 모델 이론에 대한 공헌                                                                                            |
| 2023 | 블라디미르 드린펠트       | 미국             | 수리물리학, 산술기하학, 미분기하학, 케흘러 기하학에 대한 공헌 |
| 2023 | 야우싱퉁                  | 미국             | 수리물리학, 산술기하학, 미분기하학, 케흘러 기하학에 대한 공헌 |